# Trypanosoma
Trypanosoma je rod kinetoplastida (klase Kinetoplastida), monofiletska grupe jednoćelijskih parazitskih flagelatnih protozoa. Ime je izvedeno iz grčkih reči trypano- (bušilica) i soma (telo), zbog njihog zavojitog načina kretanja. Većina tripanosoma je heterogena (potreban im je više od jednog obligatornog domaćina da završe životni ciklus) i većina njih se transmituje putem vektora. Neke od njih, kao što je Trypanosoma equiperdum, se šire putem direktnog kontakta. Većina vrsta se prenosi pomoću bekičmenjaka koji se hrane krvlju, mada postoje različiti mehanizmi kod različitih vrsta. U beskičmenjačkom domaćinu one se generalno nalaze u organima za varenje, dok kod sisarskog domaćina normalno okupiraju krvotok ili intracelularni prostor.
Tripanosomi su infektivni za većinu domaćina i uzrokuju niz bolesti, uključujući fatalne ljudske bolesti kao što su bolest spavanja, koju uzrokuje Trypanosoma brucei, i Šagasova bolest, koju uzrokuje Trypanosoma cruzi.
Mitohondrijalni genom Trypanosoma, kao i drugih kinetoplastida, poznat kao kinetoplast, sastoji se od visoko kompleksnih serija grupisanih krugova i mikrokrugova, te je neophodno mnoštvo proteina za organiciju tokom ćelijske deobe.

## Spoljašnje veze
- Trypanosoma reviewed and published by Wikivet, accessed 08/10/2011.

- Trykipedia, Trypanosomatid specific ontologies
- Tree of Life: Trypanosoma Архивирано на веб-сајту  (8. новембар 2016)